# Sing (film)
Sing (originaltitel: Sing) är en amerikansk animerad musikalfilm från 2016, producerad av Illumination Entertainment, som stod bakom Dumma mej, Minioner och Husdjurens hemliga liv, och distributerad av Universal Pictures. Filmen är en jukeboxmusikal och innehåller därmed för det mesta gamla klassiska låtar, men den innehåller även ett par originallåtar. Filmen Golden Globe-nominerades för bästa animerade film och bästa sång ("Faith"). Uppföljaren Sing 2 släpptes 2021.  

## Handling
I en värld befolkad av antropomorfiska djur driver koalan Buster Moon en egen teater som han ärvt av sin far. Men när teatern hotas att läggas ned anordnar Buster, hans sekreterare ödlan fröken Crawly och hans bäste vän fåret Eddie Nudelman en sångtävling. Priset var tänkt att bli 1 000 dollar, men fröken Crawly råkar i stället skriva 100 000 dollar på flygbladen. Vi får även följa med några av sångtävlingens deltagare i deras liv och deras problem.
Rosita är en hårt arbetande grismamma med 25 kultingar. När hon får höra talas om sångtävlingen ser hon chansen att släppa ut sin inre diva. Rosita har en skön sångröst men är för stel, så Buster ser till att hon får både sjunga och dansa tillsammans med den tyskbrytande dansande grisen Günther.
Mike är en liten vit mus med Frank Sinatra-stämma som spelar saxofon på gatan. När han får höra talas om sångtävlingen, och ser att vinsten (utan att han vet om att det är ett misstag) är 100 000 dollar, ser han sin chans att inte behöva spela på gatan för småpengar längre. Mike tar för givet att han kommer vinna tävlingen, vilket skapar stora problem både för honom själv och tävlingen.
Ash är ett tonårigt piggsvin som spelar hårdrock tillsammans med sin pojkvän Lance. Både Ash och Lance ställer upp i sångtävlingen men endast Ash blir antagen, vilket gör Lance sur. Ash bestämmer sig för att skriva en egen låt i tävlingen, vilket Lance inte alls tror att hon kan göra. Efter att Ash går med i tävlingen börjar Lance umgås med en annan piggsvinstjej bakom ryggen på Ash.
Johnny är en tonårig bergsgorilla och son till den kriminella gängledaren Storpappa. Johnny vill inte vara med i sin pappas liga, utan han vill bli sångare, vilket hans pappa är helt omedveten om. Så Johnny anmäler sig till sångtävlingen bakom ryggen på sin pappa, vilket leder till att Storpappa och hans gäng arresteras och hamnar bakom galler.
Mina är en tonårig elefant med en sångfågels sångröst. Uppmuntrad av sin mamma och sina morföräldrar anmäler sig Mina till sångtävlingen. Men Mina har ett stort problem: hon lider av scenskräck.

## Rollista
| Figur               | Engelsk röst        | Svensk röst              |
| ------------------- | ------------------- | ------------------------ |
| Buster Moon         | Matthew McConaughey | Morgan Alling            |
| Rosita              | Reese Witherspoon   | Hanna Hedlund            |
| Mike                | Seth MacFarlane     | Pablo Cepeda             |
| Ash                 | Scarlett Johansson  | Mimmi Sandén             |
| Eddie Nudelman      | John C. Reilly      | Jesper Adefelt           |
| Johnny              | Taron Egerton       | Ulrik Munther            |
| Mina                | Tori Kelly          | Jasmine Heikura          |
| Nanna Nudelman      | Jennifer Saunders   | EwaMaria Björkström      |
| Fröken Crawly       | Garth Jennings      | Annica Smedius           |
| Storpappa           | Peter Serafinowicz  | Magnus Roosmann          |
| Günther             | Nick Kroll          | Andreas Rothlin Svensson |
| Unga Nanna Nudelman | Jennifer Hudson     |                          |
| Lance               | Beck Bennett        | Eddie Hultén             |
| Minas morfar        | Jay Pharoah         | Anders Öjebo             |
| Norman              | Nick Offerman       | Leif Andrée              |
| Minas mamma         | Leslie Jones        | Gladys del Pilar         |
| Judith              | Rhea Perlman        | Vicki Benckert           |
| Björn               | Jim Cummings        | Lennart Jähkel           |